# إليوت بول
إليوت بول (بالإنجليزية: Elliot Paul)‏ (10 فبراير 1891 - 7 أبريل 1958، بروفيدنس في الولايات المتحدة)؛ صحفي وروائي أمريكي.

## روابط خارجية
- إليوت بول على موقع IMDb (الإنجليزية)
- إليوت بول على موقع قاعدة بيانات الفيلم (الإنجليزية)